# Gary Hendrix
Gary Herndrix (14 maggio 1948) è un imprenditore statunitense, fondatore dell'azienda di sicurezza informatica Symantec.

## Istruzione
Hendrix si è laureato laurea presso l'Università del Texas nel maggio del 1970 e ha poi conseguito un master presso la stessa università nel dicembre 1970. L'annuncio di una serie di finanziamenti del DARPA sulla comprensione del linguaggio naturale, influenzano la decisione di Hendrix di studiare nel campo dell'intelligenza artificiale . Nel gennaio 1971, si iscrive al programma di dottorato presso l'Università del Texas. Ha completato la sua tesi di laurea nel 1975.

## Carriera
Mentre studia all'Università del Texas, Hendrix pubblica diversi articoli sulla robotica, e una volta laureato viene assunto dall SRI International e successivamente trasferito a Menlo Park, in California. Dopo diversi anni alla SRI, insieme ad 15 impiegati della SRI decide di fondare la Machine Intelligence Corporation.
Dopo il fallimento della Machine Intelligence Corporation, fonda la Symantec Corporation nel 1982 con l'aiuto di una sovvenzione da parte del National Science Foundation . La società era inizialmente focalizzata su progetti relativi all'intelligenza artificiale e Hendrix decide di assumere diversi ricercatori di elaborazione del linguaggio naturale dalla Stanford University come primi dipendenti dell'azienda. Per finanziare la società, Hendrix decide di andare ad una conferenza finanziaria dell'American Electronics Association a Monterey, in California, nel maggio del 1983. Dopo aver dimostrato il proprio prodotto su un primo computer Apple, le aziende iniziano ad interessarsi dei suoi prodotti. Hendrix lasciò la compagnia nel 1991 e decide di trasferirsi a Dripping Springs, in Texas.